# The Poppies
The Poppies war eine amerikanische Vokalgruppe aus Jackson, Mississippi, die 1966 einen Hit mit dem Lied Lullaby of Love hatte. 

## Bandgeschichte
Die Jim Hill High School in Jackson brachte in den 1960er Jahren zwei Bands hervor: The Carvettes, die dominierende männliche Gruppe der Gegend, und The Poppies, das weibliche Pendant. Mitglieder der Poppies waren Dorothy Moore, Rosemary Taylor und Patsy McClune.
Schon während der Schulzeit war das Trio so gut, dass es vom Country-Produzenten Billy Sherrill als Backgroundchor nach Nashville geholt wurde. Später wechselte Moore auf die Jackson State University, setzte aber die musikalischen Aktivitäten fort. Nach dem ersten Semester brach sie das Studium ab, um mit den Poppies Aufnahmen für Epic Records zu machen, die von Sherrill produziert wurden.
Das Lied Lullaby of Love, geschrieben von Billy Sherrill und Larry Butler, wurde im März 1966 ein kleiner Hit und erreichte Platz 56 der Billboard Hot 100. Daraufhin startete das Trio eine Tournee durch den Süden der Vereinigten Staaten. Währenddessen erschien im Juni des Jahres die zweite Single He’s Ready / He’s Got Real Love, die hinter den Erwartungen der Plattenfirma zurückblieb und sich nicht in den Charts platzieren konnte.
Trotzdem erschien noch im selben Jahr ein nach dem Poppies-Hit Lullaby of Love benanntes Album, das weitgehend unbeachtet blieb. Die darauf nicht enthaltene dritte Single Do It with Soul konnte zum Jahresende zwar nicht an den Erfolg von Lullaby of Love anknüpfen, war aber ein regionaler Erfolg für das Trio. 1967 folgte mit There’s a Pain in My Heart eine weitere, aber erfolglose Single.
Die Tournee war inzwischen zum Verlustgeschäft geworden und brachte den Sängerinnen kaum Einkommen, was zur Trennung der Poppies führte. Patsy McClune ging daraufhin als Backgroundsängerin nach Kalifornien. Taylor setzte ihre Ausbildung fort und wurde Französischlehrerin. Moore startete eine Solokarriere. Nach zwei Flops und ersten kleineren Soloerfolgen hatte sie 1976 einen internationalen Hit mit dem Lied Misty Blue.

## Mitglieder
- Dorothy Moore (* 13. Oktober 1946 in Jackson, Mississippi) – Leadgesang
- Rosemary Taylor (* 1946 in Jackson, Mississippi) – Gesang
- Patsy McClune (* in Jackson, Mississippi) – Gesang

## Diskografie
Album
- 1966: Lullaby of Love

Singles
- 1966: Lullaby of Love
- 1966: He’s Ready / He’s Got Real Love
- 1966: Do It with Soul
- 1967: There’s a Pain in My Heart